# Kliucevskaia Sopka
Kliucevskaia Sopka este un vulcan activ situat în regiunea peninsulei Kamceatka, el fiind cel mai înalt vulcan din Eurasia. Face parte din Cercul de Foc al Pacificului și din cei 12 vulcani ai grupei „Kliucevskaia”, fiind secundat de vulcanii Koriakski (3300 m) și Kronotski (3100 m). Vulcanul care un crater conic este înconjurat de ghețarii Emma și Schmidt. În anul 1697 Vladimir Atlasov înregistrează prima erupție documentată. Prima escaladare a fost realizată în anul 1788 de către Daniil Gaus. Vulcanul erupe în medie la fiecare cinci ani, uneori seria de erupții fiind anuală. La o distanță de 25 km de craterul principal se află un crater secundar care este de asemenea activ, având o deschidere între 60 și 200 m. Vulcanul este înconjurat de grohotiș întrerupt pe alocuri de câmpuri de gheață. La poalele vulcanului la altitudinea de 1000 m deasupra n.m. se află trei stațiuni vulcanologice, la o depărtare de cca. 600 de km se află orașul Petropavlovsk Kamciatski. 